# Lauri Järventaka
Lauri Ilmari Järventaka (till 1948 Järvinen), född 23 februari 1916 i Lovisa, död 9 februari 2002, var en finländsk stadsdirektör.
Järventaka, som var son till garvaren Heikki Järvinen och Ida Reijola, blev student 1936, utexaminerades från sjökrigsskolans kadettavdelning 1942, avlade högre rättsexamen 1946 och blev vicehäradshövding 1949. Han var officer vid försvarsministeriet 1941–1946, biträdande ombudsman vid Järnvägsstyrelsen 1946–1948, biträdande stadssekreterare i Vasa 1948–1951, stadsdirektör i Gamlakarleby 1951–1953 och i Vasa 1953–1979. Han var bland annat ordförande i direktionen för Vasa Telefon Ab från 1955 och medlem i förvaltningsrådet för Helsingfors Aktiebank från 1965. Han tilldelades stadsråds titel 1976.